# Бабич (сорт винограда)
Бабич (хорв. Babić, Babica, Babičević, Pažanin, Roguljanac, Šibenčanac) — хорватский сорт красного винограда, используемый для производства красных вин, характерный для областей северной Далмации. Основным местом выращивания винограда являются округи городов Шибеник и Примоштен, также встречается на некоторых хорватских островах, таких как Корчула. Официально внесен в список национальных сортов Хорватии (НН 159/04).

## История
Как и история многих других видов Хорватского винограда история винограда Бабич является практически неизвестной. Единственным достоверным фактом является то, что он активно выращивается в северной Далмации на протяжении сотен лет. По одной из теорий, Бабич является локализованным клоном сорта винограда Добричич. Другая теория предполагает, что сорт бабич связан через родительско-потомственные отношения с сортом Добричич. Больше достоверной информации может появится после генетического исследования.

## Характеристики
Вино, произведенное из этого винограда темное и насыщенное. Вино, как правило, имеет сбалансированное содержание танинов и алкоголя. Вино с более дорогих вариантов сорта винограда подходит для длительной выдержки.
Вина, которые обычно считаются классом выше, сделаны из винограда, растущего на исторических каменных террасах, окружающих Примоштен.

## Синонимы
С учетом обширного распространения этого сорта винограда на побережье Хорватии, возникло большое количество используемых синонимов названия (хорв. Babic Crni, Babic Mali, Babic Pivati, Babic Pluskavi, Babic Veliki, Babica, Babica Crni, Babica Gresljivka Crni, Babica Mala, Babica Vela, Babica Velika, Babicevic, Babicevica, Babinka Vela, Babić, Babičević, Babytch, Crnac Rani, Grastavac, Gresljivka, Pazanin, Pažanin, Rogoznicanin, Roguljanac, Roguljanak, Sibencanac, Šibenčanac).